# 喀什阿富汗杨
喀什阿富汗杨（学名：Populus afghanica var. tajikistanica）为杨柳科杨属下的一个变种。

## 扩展阅读
- 維基物種上的相關：喀什阿富汗杨